# 大井久士
大井 久士（おおい ひさし、1963年10月22日 - ）は、宮崎県都城市出身の元プロ野球選手（捕手）・コーチ。
西武ライオンズ入団から現役選手（9年間）・チームスタッフ（17年）・二軍バッテリーコーチ（3年）時代を含め、西武一筋29年間で、黄金期を支えた人物の一人である。

## 経歴
都城西高から、1981年オフにドラフト外で西武ライオンズに入団。1984年には米国1Aサンノゼ・ビーズへの留学を経験したが、常に故障との戦いで一軍出場を果たせず、1990年に現役を引退。
引退後も西武に残り、チームスタッフ（1991年 - 2007年）→二軍バッテリーコーチ（2008年 - 2010年）を務めた。チームスタッフではブルペン捕手を務め、投手の投球練習時におけるサポートや投手の調子を的確に把握した上で必要に応じて、チーム首脳陣に報告などの業務を担当。2005年には日本野球機構より「スタッフ部門賞」を受賞し、西武退団後はトムス野球塾入曽校塾長（2011年 - 2012年）まで務めた。その後は、長野県のスポーツDEPOにてアドバイザリースタッフ・整体サロン「LiFit.長野」特別ベースボールアドバイザーを務めている。

## 詳細情報

### 年度別打撃成績
- 一軍公式戦出場なし

### 背番号
- 62 （1982年 - 1988年）
- 91 （1989年 - 2010年）